# Nabój 40 × 47 mm
40 × 47 mm (40 × 47 mm SR) – polski nabój kal. 40 mm przeznaczony do zasilania granatników wz. 74 i wz. 83.
W 1968 roku rozpoczęto w Polsce program Pallad którego celem miało być opracowanie granatnika podlufowego. Jednocześnie rozpoczęto prace nad amunicją do nowej broni. Pracami kierował doc. dr inż. Józef Brodacki. Polski granat był wzorowany na amerykańskim M381 40 × 46 mm SR. Podobnie jak w naboju amerykańskim zastosowano dwukomorowy układ miotający.
Nowy nabój został przyjęty do uzbrojenia jednocześnie z granatnikiem podlufowym wz. 74. Później był używany razem z granatnikiem pistoletowym wz. 83. W połowie lat 80 XX w. powstał granatnik automatyczny Pallad M zasilany amunicją 40 × 47 mm, ale nie był on produkowany seryjnie.
Nabój 40 × 47 mm nie jest używany poza SZ RP.

## Wersje
- NGO-74 – granat odłamkowo-burzący zawierający 33,5 g materiału wybuchowego i wkładkę odłamkową. Jest to jedyny typ naboju 40 × 47 z granatem bojowym. Poważnymi wadami NGO-74 jest duży zasięg powstałych po wybuchu odłamków (sięga on 200 m i zmusza do prowadzenia ognia ze stanowisk ukrytych) i duża ilość niewybuchów.
- NGC-74 – granat ćwiczebny. W momencie upadku następuje wybuch umieszczonego w granacie ładunku dymno-błyskowego.
- NGB-74 – granat balistyczny (o masie i rozmiarach identycznych jak NGO-74, ale pozbawiony ładunku wybuchowego).